# 大慶寺 (藤枝市)
大慶寺（だいけいじ）は、静岡県藤枝市藤枝四丁目にある日蓮宗の寺院。山号は円妙山。旧本山は静岡感応寺、脱師法縁。
日蓮御手植えと伝わる「久遠の松」は静岡県天然記念物に指定されている。

## 歴史
建長5年（1253年）春、是聖房蓮長（後の日蓮）が比叡山延暦寺への遊学に際して藤枝の地を訪れた際、茶屋を営んでいた道円・妙円夫妻が蓮長の説法に教化され、後に自宅裏に持仏堂として建立した法華堂が起源という。「久遠の松」は蓮長がこの際に植えた松であるとされる。
天文5年（1536年）、大円院日遵がこの法華堂で布教して伽藍を建立し中興した。その後田中城の祈願所となり栄えた。
天和3年（1683年）と宝永5年（1708年）にそれぞれ火災の類焼により焼失した。天明6年（1786年）、相良藩の藩主で江戸幕府の老中だった田沼意次が失脚すると相良城が廃城になり、天明8年（1788年）に相良城の御殿を購入・移築し庫裡とした。
文久年間（1861年～1864年）、江戸幕府第14代将軍の徳川家茂が上洛に際して訪れ、病気平癒の祈願を行なった。

## 境内

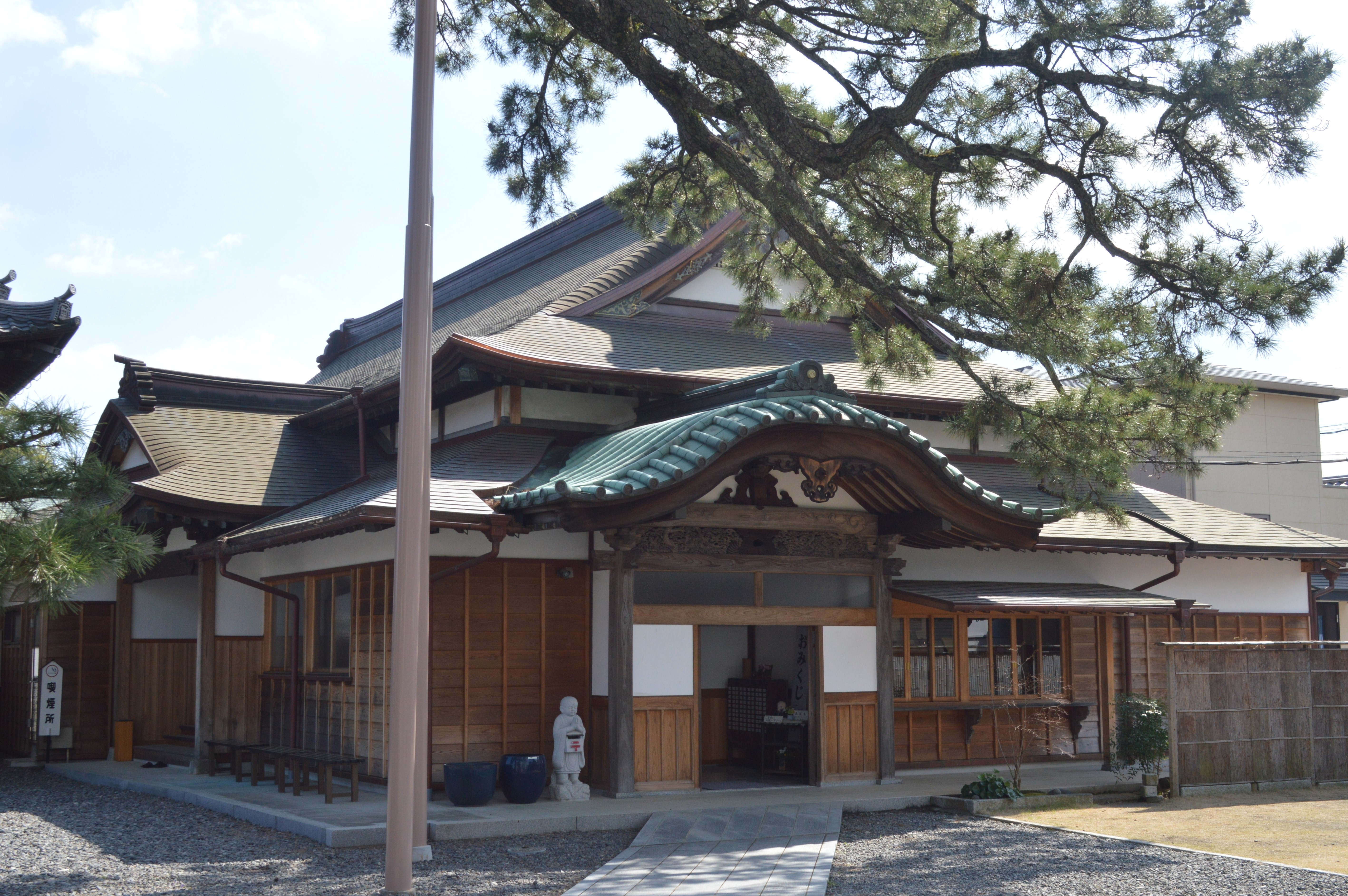
相良城の御殿を移築した客殿

- 本堂 - 1923年（大正12年）に着工し、1927年（昭和2年）に竣工した[2]。間口10間、奥行10間[2]。内部には直径50センチものケヤキの丸柱がある[2]。
- 客殿 - 1837年（天保8年）に相良城の御殿を移築した[2]。
- 新客殿 - 2002年（平成14年）に竣工した。山口県防府市にある毛利元就邸を模している[2]。
- 三光堂 - 日天子、日天子、明星天を祀っている[2]。
- 鐘楼堂 - 1970年（昭和45年）に再建された[2]。
- 位牌堂 - 1970年（昭和45年）に建立された[2]。
- 宝物殿 - 田中城や大塚荷渓家関係の資料を所蔵している[2]。

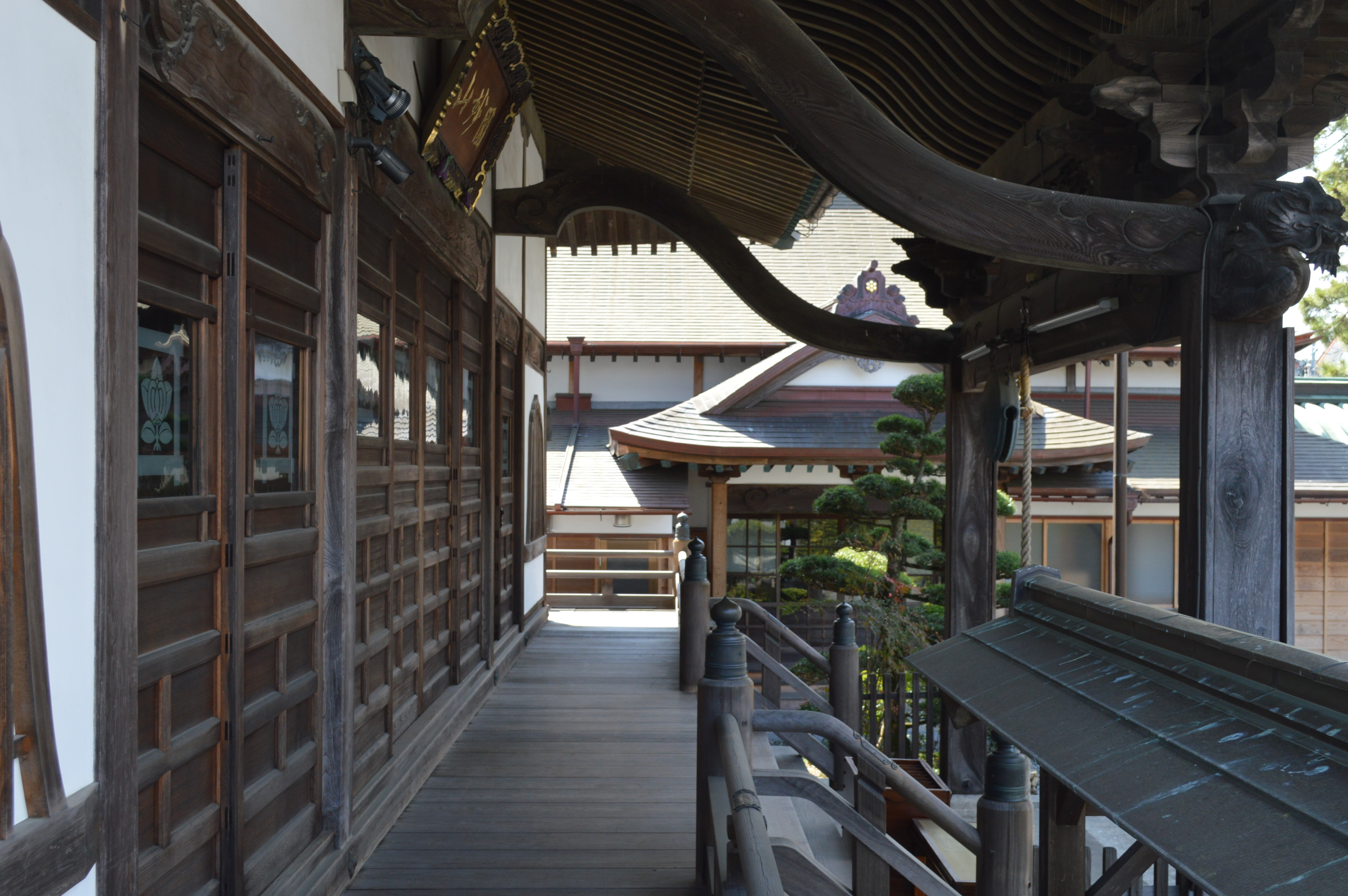
本堂
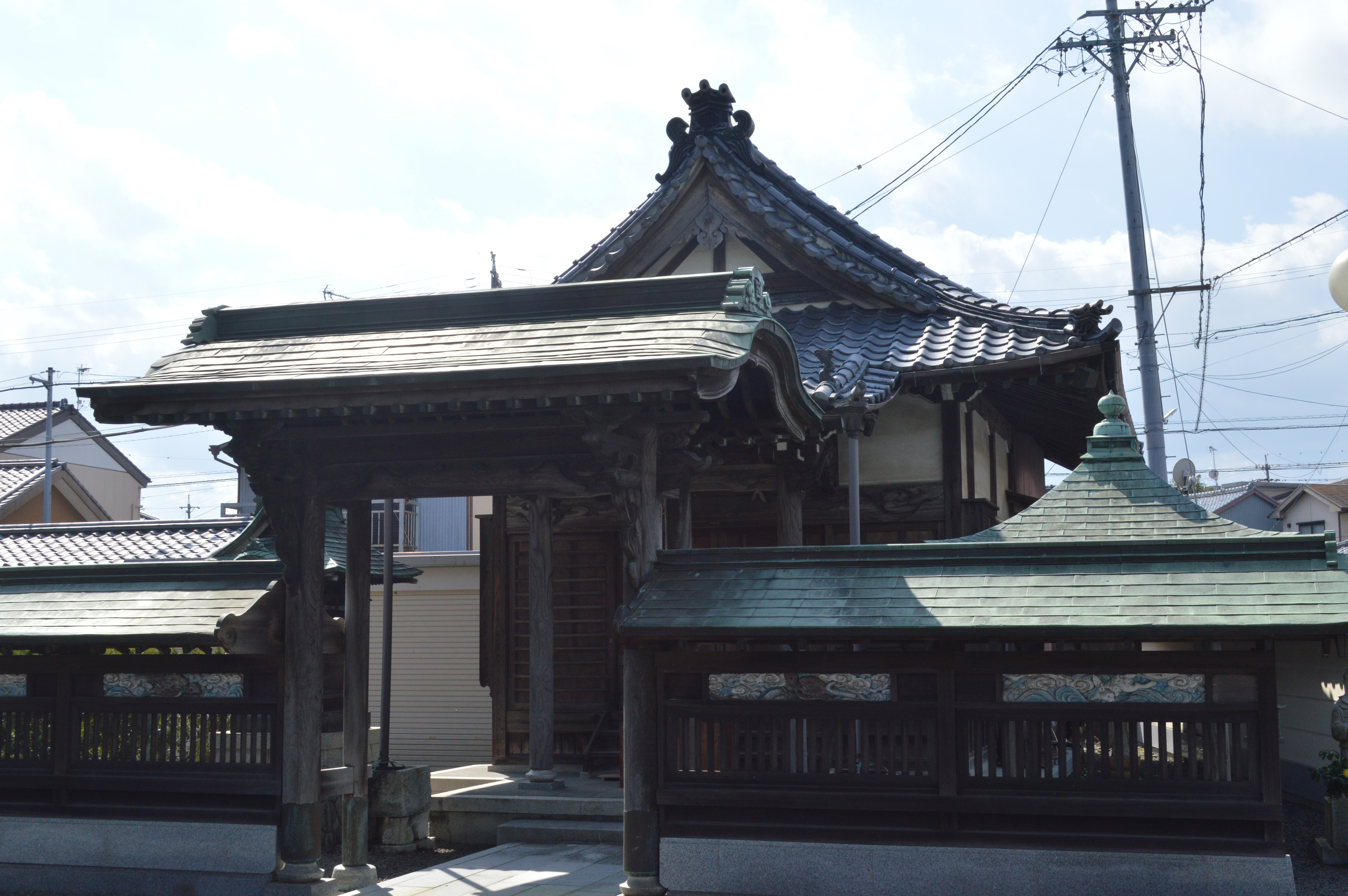
三光堂
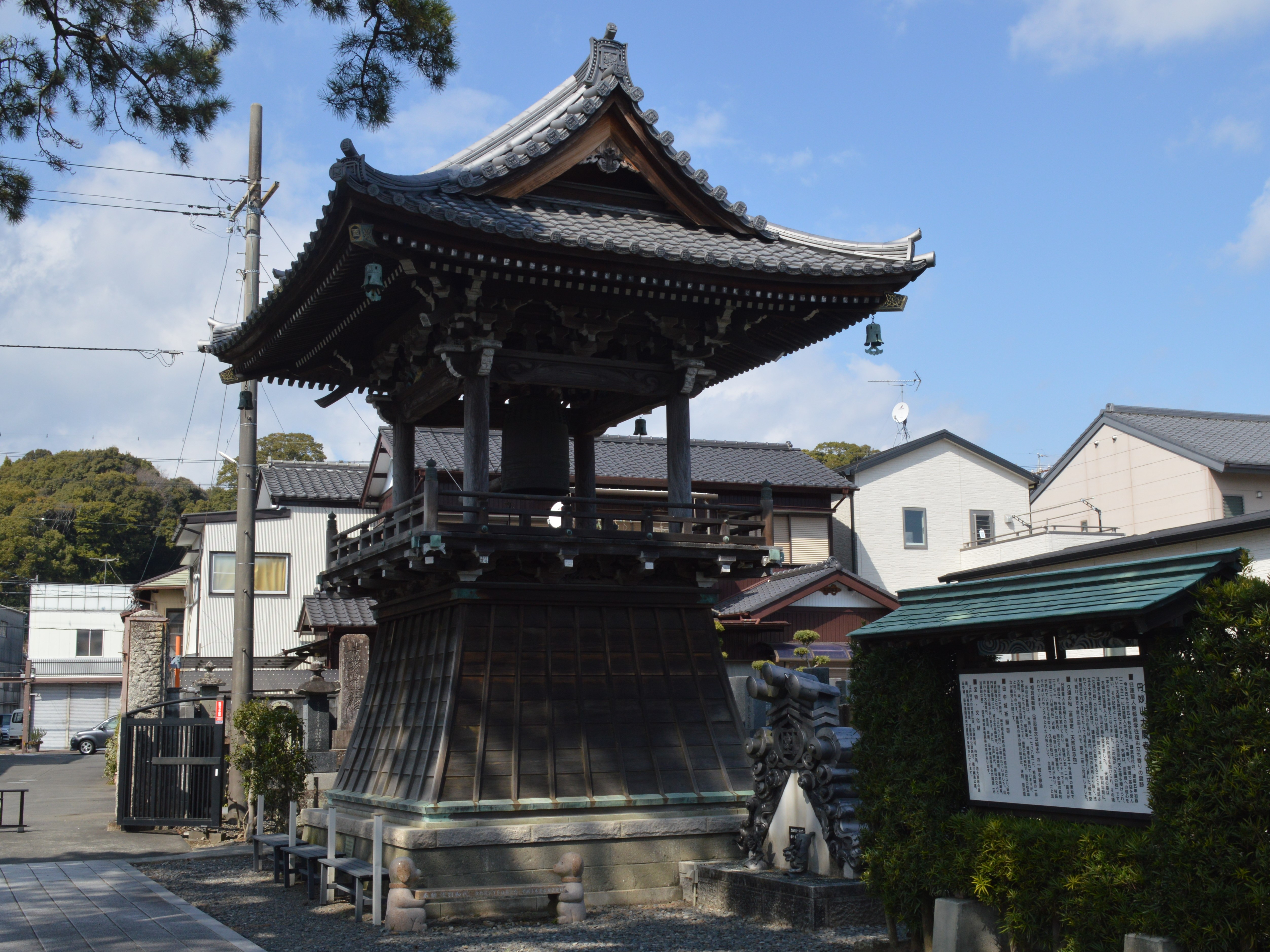
鐘楼堂

- 庫裡
- 「久遠の松」
- 洗心園 - 池を有する庭園[2]。
- 太田資直（田中城主）の墓
- 本多正供の姫の墓
- 本多正珍の側室の墓
- 石井縄斎（漢学者）の墓
- 熊沢惟与（国学者）の墓

- 本堂
- 三光堂
- 鐘楼堂

## 文化財

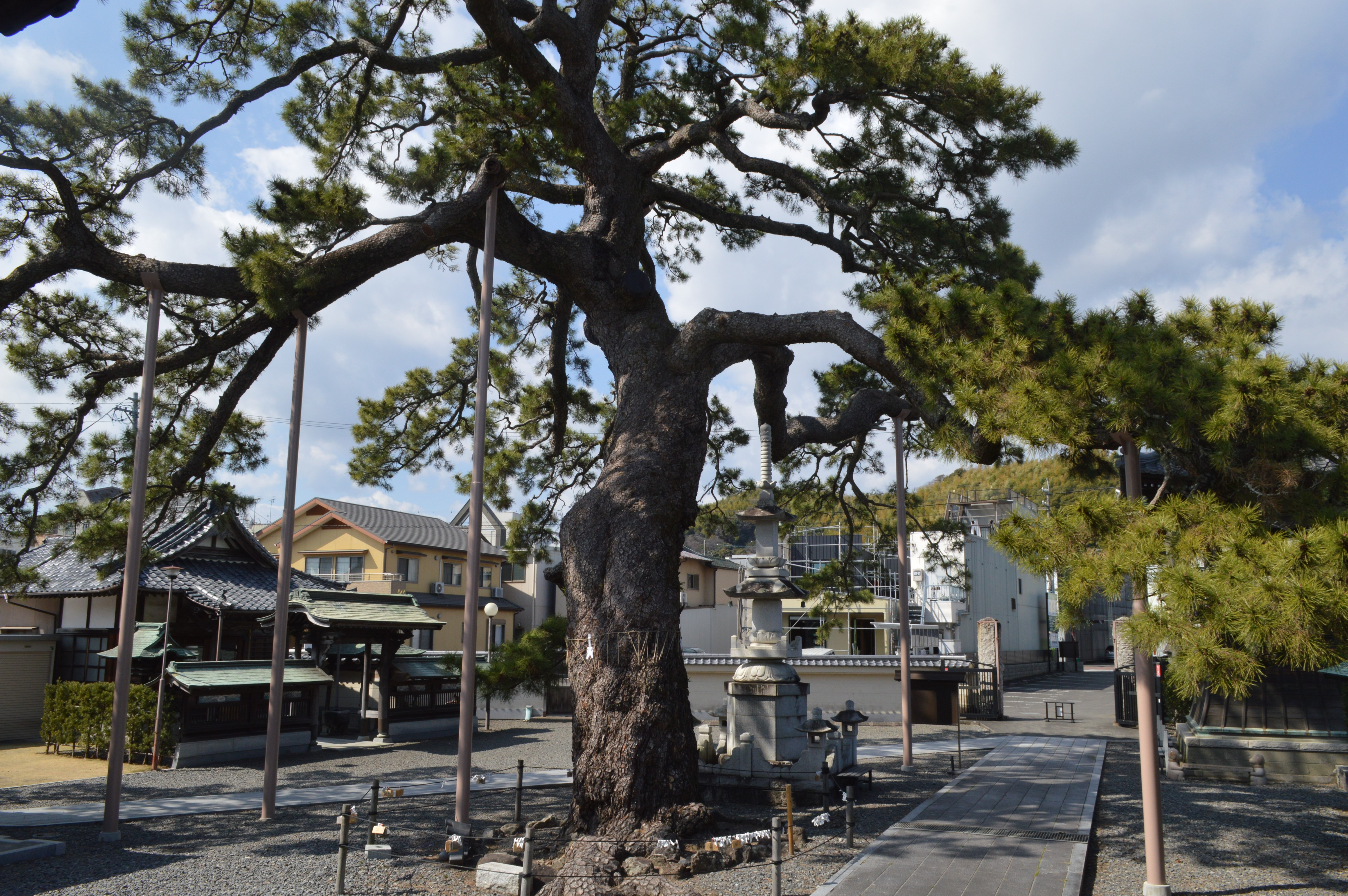
「久遠の松」

### 県指定天然記念物
- 「久遠の松」 - 高さ約26メートル、枝振り約30メートル、根本周囲約7メートルのクロマツ[1]。久遠は法華経に登場する言葉である[3]。静岡県天然記念物（1955年2月25日指定）[4]。「日本の名松100選」（1983年選定）[1]。日本遺産「日本初『旅ブーム』を起こした弥次さん喜多さん、駿州の旅」の構成文化財（2020年認定）[5]。

## 歴代住職
- 大円院日遵

## 旧末寺
日蓮宗では1941年（昭和16年）に本末を解消したため、現在は、旧本山、旧末寺と呼びならわしている。
- 八幡山蓮性寺（焼津市上泉）
- 示迹山上行寺（焼津市焼津）
- 岩清山蓮久寺（藤枝市北方）